# Тиса (культура)
Культура Тиса — археологическая культура эпохи раннего энеолита, существовала в среднем и верхнем бассейнах реки Тиса, распространялась Румынии (Кришана и Банат).

## Генетические связи
Возникла на Тисской равнине на фоне поздних групп восточной линейно-ленточной керамики (Альфёльд) (прежде всего группы Сакалхат) под сильным влиянием культуры Турдаш-Винча.
Культура Тиса — предок культур Тисаполгар и Петрешть.

## Локализация
Поселения данной культуры обнаружены на пойменных равнинах в бассейне Тисы, иногда в виде теллей (холмов над развалинами). Важную роль в жизни культуры играло рыболовство.

## Материальная культура
Характерной особенностью керамики культуры Тиса является орнамент в виде меандра, переплетений («текстильный стиль»). Также имелись кубки с высоким основанием, четырёхугольные сосуды, заимствованные также другими неолитическими культурами.
Керамика своеобразна: орнаменты напоминают сосуды линейно-ленточной керамики, однако являются расписными, как у южных соседей, а не тиснёными.
Вершиной искусства данной культуры является изящный антропоморфный сосуд, обнаруженный у пос. Ходонь (север уезда Тимиш) в виде человека с воздетыми к небу руками («Вестник»).